# Pârâul Florilor, Arieș
Pârâul Florilor este un afluent de stânga al râului Arieș. O parte a căii ferate Câmpia Turzii-Cluj urmărește cursul acestui râu.

## Hărți
- Harta județului Cluj